# میوه گناه
میوه گناه با عنوان ترکی Hak Yolu فیلمی به کارگردانی محمود کوشان و نویسندگی اسماعیل کوشان محصول سال ۱۳۴۹ خورشیدی (۱۹۷۰ میلادی)، محصول مشترک ایران و ترکیه در دو استودیوی پارس فیلم و اِرلِرفیلم (Erler Film) است. 

## خلاصه داستان
دو خواهر با روحيه‌های مختلف شيفته‌ی جواني مي شوند. خواهر بزرگتر فريب خورده است. مرد جوان عاشق خواهر كوچكتر است، اما او براي سعادت خواهر فريب خورده‌اش حاضر به فداكاري می‌شود و طوری رفتار مي كند كه جوان از او روگردان شود. جوان به حقيقت پی می‌برد و سر انجام با او ازدواج می‌كند.

## نمایش فیلم
فیلم «میوه گناه» در تاریخ پنجشنبه ۱۴ خرداد ۱۳۴۹ خورشیدی در ۱۱ سینما در تهران و شهرستانها به نمایش درآمد . این فیلم جایگزین فیلمی ایتالیایی بنام پمپی در آتش با نام انگلیسی The Last Days of Pompeii در گروه سینمایی اونیورسال در تهران شد.
سینماهای نمایش‌دهنده فیلم «میوه گناه» در گروه سینمایی اونیورسال شامل ۱۱ سینمای اونیورسال، اروپا، میامی، آسیا، ایران، تیسفون، ساینا، سیلوانا، مارلیک، مونت کارلو و آستارا (تجریش) بودند. همزمان این فیلم در سینماهای شهرستانهای اصفهان (چهارباغ، مایاک، مهتاب و پارس)، شیراز (پارس و پارامونت)، مشهد (آسیا و سانترال)، کرمانشاه (متروپل) و اهواز (سینما دنیا) نیز به نمایش درآمده است .
فیلم «میوه گناه» پس از دو هفته نمایش در تهران و شهرستانها در تاریخ چهارشنبه ۲۷ خرداد ۱۳۴۹ جای خود را به فیلم قسمت (امیر شروان) داد .

## بازیگران
1. جونیت آرکین (در ایران مشهور به فخرالدین) به نقش علی
2. نیلوفر (شهین خلیلی) به نقش مریم
3. جهانگیر غفاری به نقش
4. منصور متین
5. مرتضی احمدی
6. علی زندی
7. حمیده خیرآبادی (نادره)
8. گیسو
9. علی میری
10. نسرین
11. مورین (منیر امیر آسوری)
12. داریوش اسدزاده
13. منوچهر نوذری (بدون ذکر نام در تیتراژ)
14. داریوش طلایی (بدون ذکر نام در تیتراژ) به نقش مهمان جشن عروسی

## گروه موسیقی
- انوشیروان روحانی: آهنگساز
- منوچهر گودرزی: آهنگساز
- مهستی و سوسن: خواننده
- کریم فکور: شاعر
- روبیک منصوری: انتخاب موزیک متن

در این فیلم ترانه «پرنده شادی» با آهنگی از انوشیروان روحانی و صدای مهستی اجرا شده است.